# Les Naufragés de l'espace
Pour plus de détails, voir Fiche technique et Distribution.
Les Naufragés de l'espace (Marooned) est un film américain réalisé par John Sturges, sorti en 1969. Il est adapté du roman de Martin Caidin.

## Synopsis
Une mission spatiale de la NASA tourne mal au moment du retour sur Terre, les astronautes ne pouvant activer les rétrofusées pour atterrir.
Une mission de secours se met en place malgré les difficultés techniques et météorologiques, tandis que les astronautes en orbite agonisent par manque d'oxygène. 
Une aide inattendue viendra à leur secours, une capsule soviétique se trouvant en mission au même moment.

## Fiche technique
- Titre : Les Naufragés de l'espace
- Titre original : Marooned
- Réalisation : John Sturges
- Scénario : Mayo Simon, d'après le roman Marooned de Martin Caidin
- Photographie : Daniel L. Fapp
- Montage : Walter Thompson
- Décors : Lyle R. Wheeler et Frank Tuttle
- Son : Les Fresholtz et Arthur Piantadosi
- Production : M. J. Frankovich (en)
  - Production associée : Frank Capra, Jr.
- Société de production : Columbia Pictures Corporation et Frankovich Productions
- Pays de production :  États-Unis
- Langue originale : anglais
- Genre : drame, science-fiction
- Durée : 134 minutes
- Dates de sortie :
  - États-Unis : 10 novembre 1969 (Washington) ; 11 novembre 1969 (sortie nationale)
  - France : 11 mars 1970

## Distribution
- Gregory Peck (V.F. : Jacques Berthier) : Charles Keith
- Richard Crenna (V.F. : Marc Cassot) : Jim Pruett
- David Janssen (V.F. : Jacques Thebault) : Ted Dougherty
- James Franciscus (V.F. : William Sabatier) : Clayton Stone
- Gene Hackman (V.F. : Jacques Dynam) : Buzz Lloyd
- Lee Grant (V.F. : Nadine Alari) : Celia Pruett
- Nancy Kovack (V.F. : Nelly Vignon) : Teresa Stone
- Mariette Hartley (V.F. : Régine Blaess) : Betty Lloyd
- Scott Brady : officier de relations publiques
- Craig Huebing : directeur de vol
- Frank Marth : Air Force System Director
- John Carter (V.F. : Michel Gudin) : le chirurgien de vol
- Vincent Van Lynn (V.F. : Roland Ménard) : le journaliste d'aérospatiale
- George Gaynes : directeur de mission
- Tom Stewart (V.F. : Denis Savignat) : Houston Cap Com

## Autour du film
- La première new yorkaise du film se tient au Ziegfeld Theatre qui vient d'ouvrir.
- Le véhicule de secours est une maquette inspirée du Martin Marietta X-23 combiné au X-24.
- Alfonso Cuarón a beaucoup regardé ce film durant son enfance. Il s'en est inspiré pour son film Gravity et un extrait des Naufragés de l'espace apparaît dans son film Roma.
- Jim Lovell, commandant de la mission Apollo 13, avait vu ce film avec son épouse, et ils étaient sortis de la projection « assez remués »[1].

## Distinctions

### Récompense
- Oscars 1970 : meilleurs effets visuels pour Robbie Robertson

### Nominations
- Oscars 1970 : meilleure photographie pour Daniel L. Fapp, meilleur son pour Les Fresholtz et Arthur Piantadosi
- Prix Hugo 1970 : meilleure présentation dramatique